# Perinatus Alapítvány
A Perinatus közhasznú Alapítvány 2007-ben Budapesten jött létre azokból a pszichológus, mentálhigiénés, családterápiás és perinatális tanácsadó, szülésznő, szoptatási tanácsadó és egyéb szakemberekből, akik Orosz Katalin klinikai szakpszichológus szakmai vezetésével a magzati lét, a várandósság és a szülés-születés lélektani hatásait kutatják.

## Vízió-misszió
A Perinatus Alapítvány missziója a születés pszichológiai oldalának kutatása, pszichoterápiás módszerek fejlesztése és ezek segítségével a születés lelki traumájának megelőzése illetve gyógyítása. Ennek az új tudásnak a befogadásához és alkalmazásához a társadalom szemléletét is átformálni szükséges.
A fentiek érdekében az Alapítvány támogatja a születési trauma pszichológiai kutatását, új megelőző, és gyógyító eljárások kidolgozását és bevezetését, továbbá a kutatások során napvilágra kerülő ismeretanyag és módszerek oktatását, publikálását és társadalmi méretű felvilágosító elterjesztését.

## Története
2005-ben alakult meg Budapesten a születés témája iránt érdeklődő, pszichológus, mentálhigiénés, családterápiás és perinatális tanácsadó, szülésznő, szoptatási tanácsadó és egyéb szakemberekből az informális Születés Kísérleti Műhely csoport. Ők hozták létre 2007-ben a Perinatus Alapítványt Orosz Katalin klinikai szakpszichológus szakmai vezetésével, hogy a magzati lét, a várandósság és a szülés-születés pszichológiai hatását kutassák. Több éves előkészítő kutatási szakaszt követően 2010 őszén az alapítvány a szélesebb nyilvánosság elé lépett, hogy kutatási eredményeivel, szakmai tapasztalatával segítse a családok életét, és elérhetővé tegye a születési trauma pszichoterápiáját.
Az alapító okirat kelte: 2007. december 7.
Bírósági bejegyzés száma: 10441.

## Tevékenységei
- egyéni tanácsadás és pszichoterápia
- tematikus csoportok[3]

A Perinatus Alapítványnál számos csoport szerveződött az önismereti folyamatok iránt érdeklődők számára. A csoportok egy része a várandósság lelki vonatkozásaival foglalkozik, várandós kismamáknak és leendő apáknak szól. Más csoportok a szülés-születés és gyermekágy időszakának lelki vonatkozásaival foglalkoznak, segítséget nyújtva az anya szülésének lélektani feldolgozásához illetve a csecsemők viselkedésének korrigálásához.
Önismereti, személyiségfejlesztő témákban önismereti csoportokat tart, a születésélmény felnőttkori lelki feldolgozása és egyéb témakörökben.
Az Alapítvány évente egy hétvégén, minden év szeptemberében Perinatus Napokat tart, illetve a Születés Hete országos rendezvénysorozatban saját programokkal vesz részt.

### Szakmai együttműködések
A Perinatus Alapítvány a következő szakmai szervezetekkel épített ki együttműködést:
- Országos Bábaszövetség[7]
- Magyar Védőnők Egyesülete[8]
- Magyarországi Dúlák Egyesülete[9]
- La Leche Liga Magyarország[10]

### Szakmai programok
- MAVE Magyar Védőnők Egyesülete továbbképzésein előadó[8]
- az ELTE PPK Eötvös Loránd Tudományegyetem#Pedagógiai és Pszichológiai Kar (ELTE-PPK) Affektív Pszichológiai Intézeti Központ Perinatális Szaktanácsadó képzés keretei között oktat[11]
- 2007-es Pszichoterápia Lap Konferencia előadó[12]
- MPPPOT Magyar Pre- és Perinatális Pszichológiai és Orvostudományi Társaság szakmai konferenciáin előadó[13][14]